# Stéphane Courtois

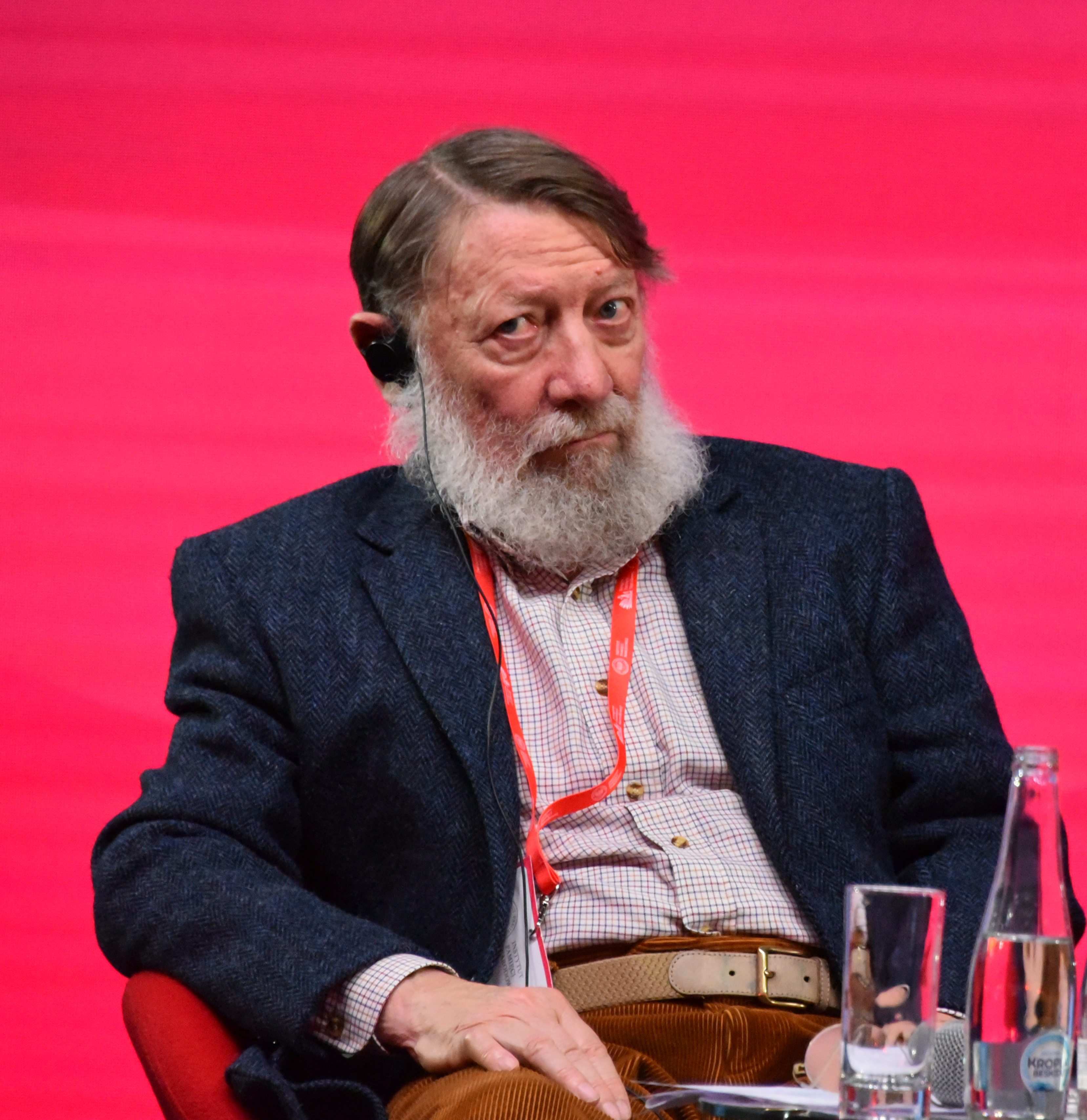
Stéphane Courtois (2023)

Stéphane Courtois (* 25. November 1947 in Dreux) ist ein französischer Historiker.

## Leben
Courtois war in den frühen 1970er Jahren ein militanter Maoist. Er ist Directeur de recherche des CNRS am „Groupe d’Étude et d’Observation de la Démocratie“ der Universität Paris X in Nanterre sowie seit 1982 Mitgründer und Redakteur der wissenschaftlichen Zeitschrift Communisme.
Courtois wurde 1997 als Herausgeber des Schwarzbuches des Kommunismus bekannt, welches ein Jahr später auch in deutscher Übersetzung veröffentlicht wurde.
2004 erschien in Deutschland das Schwarzbuch des Kommunismus 2, das weitere der früher im Ostblock unter sowjetischer Hegemonie stehenden Länder detailliert behandelt.
Er ist Mitglied des wissenschaftlichen Beirats der Zeitschrift Totalitarismus und Demokratie.

## Veröffentlichungen
- Das Schwarzbuch des Kommunismus. Unterdrückung, Verbrechen und Terror. Piper, München/Zürich 1998, ISBN 3-492-04053-5.
- Stalin und der Gulag-Staat. In: Der Spiegel. Heft 30/1999. Spiegel-Verlag Rudolf Augstein, Hamburg 1999, ISSN 0038-7452, S. 115–128 (PDF).
- Das Schwarzbuch des Kommunismus 2. Das schwere Erbe der Ideologie. Piper Verlag, München 2004, ISBN 3-492-04552-9.
- Herausgeber: Dictionnaire du communisme. Larousse, Paris 2007, ISBN 978-2-03-583782-0.
  - Deutsche Übersetzung: Das Handbuch des Kommunismus. Geschichte, Ideen, Köpfe. Piper, München 2010, ISBN 978-3-492-05260-3.
- mit Galia Ackerman (Hrsg.): Schwarzbuch Putin. Piper, München 2023, ISBN 978-3-492-07098-0.